# Winter Love
「Winter Love」（ウィンター・ラヴ）はBoAの22枚目のシングル。

## 解説
- 10代最後のCDリリース。「CDのみ」「CD＋DVD」の2形態。
- 初回盤には、『LAST CHRISTMAS』のカバーを収録。さらに抽選で「BoA“Winter Love”X'mas LIVE」に優先招待される特典サイトへのアクセスパスワードを封入（「CD＋DVD」初回盤・「CDのみ」初回盤共通特典）。
- 収録曲全てが5th ALBUM『MADE IN TWENTY (20)』に収録されている。
- なお、『MADE IN TWENTY (20)』の「CDのみ」初回盤には、「Winter Love」のライブバージョンが収録されている。また「CD＋DVD」のDVDには、「Winter Love」のライブ映像が収録されている。
- 配信限定で「Winter Love」のアコースティックバージョンがリリースされている。
- オリコンウィークリーチャートでは2位だったが、デイリーでは何度か1位を記録している。発売後1週間経った11月13日付のデイリーでは新曲を抑え1位に返り咲いた。
- 「Winter Love」は100万ダウンロードを記録した。
- ミュージック・ビデオはマイナス10度の冷凍倉庫を使って撮影された。撮影されたのが8月頃であり外は真夏の30度越えだったが、終始薄着のまま倉庫にいたため震えが止まらず撮影後半は唇が真っ青になったりしていたとのことだが、撮影後に風邪を引いたのはBoAではなくスタッフだったという。

## 収録曲

### CD
1. Winter Love
  - 作詞：渡辺なつみ／作曲・編曲：ats-
2. Candle Lights
  - 作詞：Emi K. Lynn／作曲：JUNKOO、原田卓也／編曲：原田卓也
3. Last Christmas
  - 作詞・作曲：George Michael／編曲：安部潤
  - 初回盤のみに収録。Wham!の同名曲のカバー。
4. Winter Love（TV MIX）
5. Candle Ligthts（TV MIX）

### DVD
1. Winter Love video clip

## タイアップ
Winter Love
- 日本テレビ系『恋愛部活』エンディングテーマ
- エムティーアイ「music.jp」CMソング
- HOT FANTASY ODAIBA 2006-2007イメージソング

Candle Lights
- 東京テアトル=クロックワークス配給映画「百万長者の初恋」日本版エンディングテーマ